# Manfred Richter (Politiker, 1951)
Manfred Richter (* 15. Oktober 1951 in Segeletz, Wusterhausen/Dosse) ist ein deutscher Politiker (SPD) und war Mitglied des Landtages Brandenburg.

## Leben und Beruf
Richter wurde in Segeletz geboren. Parallel zum Besuch der Erweiterten Oberschule in Kyritz absolvierte er im Zahnradwerk Pritzwalk eine Berufsausbildung zum Dreher. 1970 schloss er mit dem Abitur und dem Facharbeiter ab. Von 1972 bis 1976 absolvierte er ein Studium an der Hochschule für Ökonomie in Berlin und schloss es als Diplom-Wirtschaftler ab. Anschließend arbeitete er bis 1990 als Leiter für Ökonomie beim FDGB-Feriendienst in Rheinsberg.
Richter ist verheiratet und hat ein Kind.

## Politik
Er ist seit 1990 Mitglied der SPD und war seitdem bis 2009 hauptamtlicher Bürgermeister von Rheinsberg. In dieser Zeit wurde die Stadt zum Kurort.
Bei den Landtagswahlen im September 2009 wurde er im Landtagswahlkreis Ostprignitz-Ruppin I in den Landtag Brandenburg gewählt. Er wurde Mitglied des Rechtsausschusses und Kommunalpolitischer Sprecher seiner Fraktion. 2014 trat Richter nicht wieder an. Im gleichen Jahr wurde er in den Kreistag von Ostprignitz-Ruppin gewählt, dessen Vorsitzender er seitdem ist.